# 北方町笠下
北方町笠下（きたかたまちかさした）は、宮崎県延岡市の町名である。2025年１月1日現在、人口125人（男59人、女66人）、世帯数58世帯である。郵便番号は、882-0106、番地につく干支は「寅」である。

## 地理
延岡市の南部、旧北方町の南部に位置する。五ケ瀬川中流域の右岸にある。
北を北方町角田（丑）、東を上三輪町、南を東臼杵郡門川町川内、南西を美郷町北郷黒木、西を北方町川水流（卯）と接する。

## 歴史

### 沿革
- 2007年3月31日 - 北方町が延岡市に編入。「寅」の全域をもって「北方町笠下」が設置される。

## 小・中学校の学区
公立小・中学校の通学域は以下の通り。
小・中一貫校
- 延岡市立北方学園

## 交通

### 道路
- 宮崎県道20号北方北郷線
- 宮崎県道49号北方土々呂線

## 施設
- 延岡市北方総合運動公園
- 延岡市北方最終処分場